# Marià Nicolau i Querol
Marià Nicolau i Querol (Reus, 25 d'agost de 1694 - Reus, 29 d'agost de 1768) va ser un botiguer i comerciant reusenc, pare de Ramon de Nicolau i Ferrer.
El seu pare era un paraire i botiguer de teles de Reus, encara que procedia de Riudoms. El 1715 es va casar amb Maria Àngela Ferrer i Pons, neboda de mossèn Ramon Pons, beneficiari de la Prioral de Sant Pere de Reus, família amb diners i terres que provenia de Forès. Marià Nicolau va ser un comerciant reusenc amb molt bona reputació, cosa que li va permetre de fer societat amb altres comerciants de la ciutat, com ara Pau Miró, Francesc Aixemús i Pau Janer, i es va enriquir amb facilitat. El 1755 va ser receptor de la carnisseria de la ciutat de Reus, cosa que vol dir que tenia arrendats els drets sobre la comercialització de la carn, les pells, el greix i les entranyes dels animals que es mataven a la ciutat. El greix s'usava per fabricar candeles. Va augmentar la seva hisenda invertint en terres, i juntament amb el seu net Francesc de Nicolau i de Miró va comprar a la partida de Quart, vora Reus, uns terrenys agrícoles molt productius on s'edificà el Mas de Nicolau. La seva dona va poder deixar en testament a cada una de les filles 12.000 lliures, cosa que vol dir que el patrimoni dels Nicolau-Ferrer s'havia multiplicat per vint-i-quatre des de la redacció dels capítols matrimonials trenta anys abans. Saldoni Vilà, arxiver reusenc setcentista, l'inclou en una llista de persones vinculades a les lluites polítiques locals després del Decret de Nova Planta i el qualifica de ser un "de aquells homens de Reus que tenían 2 caras que giran y pergiran segons las novetats córran", indicant que va ser primer austriacista i després botifler. Una filla seva, Raimunda Nicolau i Ferrer, es va casar amb el prestigiós metge reusenc Antoni Pastells Alguer.